# Ethan Cepuran
Ethan Cepuran (Glen Ellyn, 13 de mayo de 2000) es un deportista estadounidense que compite en patinaje de velocidad.
Participó en los Juegos Olímpicos de Pekín 2022, obteniendo una medalla de bronce en la prueba de persecución por equipos (junto con Casey Dawson, Emery Lehman y Joey Mantia). Ganó una medalla de oro en el Campeonato Mundial de Patinaje de Velocidad sobre Hielo en Distancia Individual de 2025, en la misma prueba.

## Palmarés internacional
| Juegos Olímpicos                           | Juegos Olímpicos | Juegos Olímpicos  | Juegos Olímpicos        |
| Año                                        | Lugar            | Medalla           | Prueba                  |
| ------------------------------------------ | ---------------- | ----------------- | ----------------------- |
| 2022                                       | Pekín (China)    | Medalla de bronce | Persecución por equipos |
| Campeonato Mundial en Distancia Individual |                  |                   |                         |
| Año                                        | Lugar            | Medalla           | Prueba                  |
| 2025                                       | Hamar (Noruega)  | Medalla de oro    | Persecución por equipos |